# Hieracium cantalicum
Hieracium cantalicum là một loài thực vật có hoa trong họ Cúc. Loài này được Lamotte mô tả khoa học đầu tiên năm 1879.